# Клинове (Краматорський район)
Кли́нове — село Костянтинівської міської громади Краматорського району Донецької області, України.

## Загальні відомості
Відстань до центру громади становить близько 14 км і проходить автошляхом місцевого значення.

## Транспорт
Селом проходить автошлях районного значення С050802 (Безім'яне — Клинове — Віролюбівка). Неподалік розташований зупинний пункт 18 км.

## Населення
За даними перепису 2001 року населення села становило 30 осіб, із них 73,33 % зазначили рідною мову українську та 26,67 % — російську.